# 完颜银术可 (蜀王)
完颜银术可，女真完颜氏宗室子弟。金初开国将领。

## 传记

### 早年
完颜阿骨打嗣位，派蒲家奴如辽取阿疏，事情很久都没有结果，于是派习古乃、银术可接着前往。正在这时，辽主荒废朝政，上下解体。银术可等返回，把辽国政事人情都告诉阿骨打，并称辽国可以讨伐的情况。所以阿骨打决意伐辽，大概是由银术可等人启发的。

### 伐辽战争
阿骨打率军与耶律讹里朵军在达鲁古城交战，辽军二十余万，完颜银术可、完颜娄室率众冲其中坚，共九次陷入敌阵，都打了出来，大败辽军。银术可为谋克，于是就和娄室一起守护边疆，又与娄室、浑黜、婆卢火、石古乃等进攻黄龙府，在白马泺击败辽军万余人。阿骨打抵抗辽兵，银术可守达鲁古城。收国二年，分鸭挞、阿懒所迁移的谋克二千户，以银术可为谋克，驻扎在甯江州。
辽大册使习泥烈被遣回，约定在七月半再来，而九月底习泥烈还没来，阿骨打使诸军过江屯驻。辽曳刺、麻答十三人，兵士八人在浑河纵火，来断绝他们放牧的路。银术可抓住了他们，于是知道辽边吏乙薛指使的，阿骨打下令释放他们。跟随都统完颜杲克中京，银术可与习古乃、蒲察、胡巴鲁率兵三千，在京西七十里攻打奚王霞末，霞未弃兵逃走。辽主西奔天德，银术可以兵绝其后路，辽主于是就被抓获了。

### 伐宋战争
后跟随完颜宗翰伐宋，围太原，宗翰进兵至泽州，直到宗翰回西京，太原也没攻下，都命银术可留兵围攻。招讨都监马五在文水破宋兵。节度使耿守忠等在西都谷败宋黄迪的军队，杀敌多到难以计算。宋樊夔、施诜、高丰等军来救太原，分据附近各地，银术可与习失、杯鲁、完速大破宋军。索里乙室，在太谷破宋兵。宋兵占据太谷、祁县，阿鹘懒、拔离速又攻取了这些地方。种师中从井陉出发，占据榆次，救太原，银术可使斡论攻击他，破其军。活女在杀熊岭斩种师中，在隆州谷进攻宋制置使姚古军，大败姚古军。撒里土在回马口败宋军，郭企忠在五台歼宋军。等到宗翰平定太原，与完颜宗望会兵于汴梁，银术可等攻汴城，攻下了它。军队返回，银术可降岢岚、宁化等军，攻下岚州，招降火山军。与希尹同赐铁券。
宗翰进军洛阳，赛里攻取汝州，银术可攻取邓州，杀宋将李操等。萨谋鲁进入襄阳，拔离速进入均州，马五攻取房州，擒转运使刘吉、邓州通判王彬。拔离速破唐、蔡、陈三州，攻克颍昌府，沙古质另外攻克以前的颍昌。
宗翰集合军队康王赵构，银术可守太原。天会十年，任燕京留守。天会十三年，辞官，加保大军节度使，同中书门下平章事，升迁中书令，封蜀王。天眷三年四月癸丑日（1140年4月27日），去世，年六十八岁。按正隆官制赠金源郡王，配飨太宗庙廷。
大定十五年，谥武襄，改配享太祖庙廷。

## 家庭
- 妹妹：沙里質[4]
- 子：完颜彀英。